# Карпенко Георгій Володимирович
Гео́ргій Володи́мирович Карпе́нко (6 червня 1910, Томськ — 15 листопада 1977) — академік АН УРСР з 1967 року. Директор Фізико-механічного інституту ім. Г. В. Карпенка Національної академії наук України (1952—1971).

## Життєпис

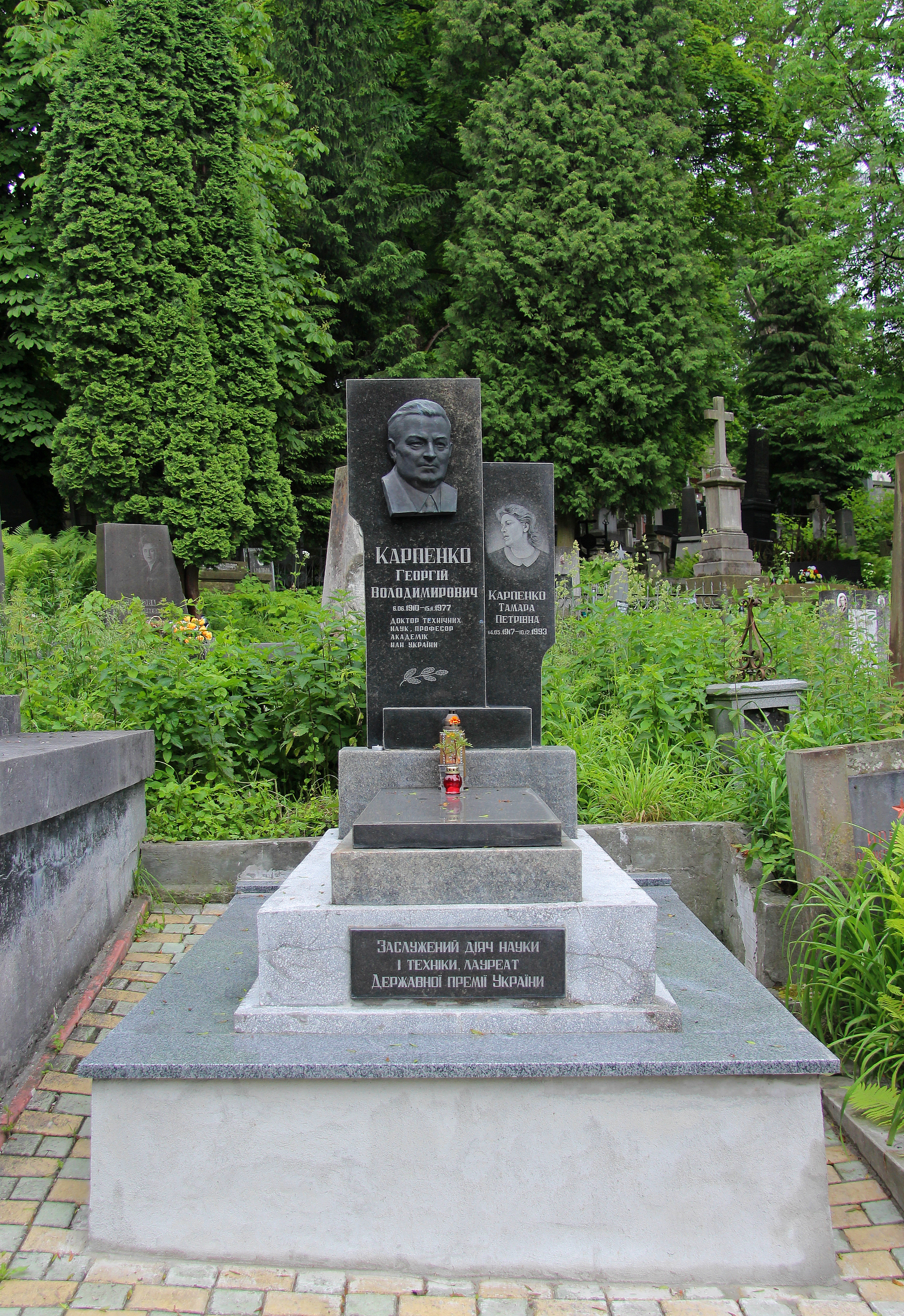

Народився у Томську. Від 14 років почав працювати на заводах Харкова. Закінчив Харківський механіко-машинобудівний інститут. У 1940 році захистив кандидатську, а 1953 року — докторську дисертації. Через рік йому присвоєно звання професора. У своїй докторській дисертації Г. В. Карпенко встановив закономірності впливу на деформування та втомне руйнування конструкційних (полікристалічних) матеріалів дії поверхнево-активного середовища. Цей вплив, який академік П. О. Ребіндер виявив ще у 1928 році на монокристалах, Г. В. Карпенко підтвердив на сталях, розкрив перспективи теоретичних і прикладних досліджень у галузі науки, яку почали називати «фізико-хімічна механіка матеріалів».
У 1961 році Г. В. Карпенка обрано членом-кореспондентом, а у 1967 році — академіком АН УРСР.
Був депутатом Верховної Ради УРСР.
Похований на полі № 2 Личаківського цвинтаря у Львові.

## Наукова кар'єра
Від 1943 до 1946 року Г. В. Карпенко — вчений секретар відділу технічних наук АН УРСР, а від 1946 до 1950 року — вчений секретар Президії АН УРСР.
У вересні 1952 року призначений директором Фізико-механічного інституту, що був заснований на рік раніше. Як директор Інституту впродовж 1952—1971 рр., започаткував розвиток досліджень з проблем впливу робочих середовищ на міцність матеріалів. Застосування практичних результатів, отриманих у галузі фізико-хімічної механіки матеріалів, призвело до розробки нових технологій зміцнення матеріалів та оцінювання довговічності реальних елементів конструкцій.

## Учні
Георгій Карпенко підготував понад 60 кандидатів і докторів наук, які під його керівництвом створили Львівську школу з фізико-хімічної механіки конструкційних матеріалів. Див. Львівська наукова школа механіків-матеріалознавців.

## Праці
У доробку Карпенка — 20 монографій, понад 400 статей, він автор багатьох винаходів.
Монографію В. І. Ліхтмана, П. О. Ребіндера і Г. В. Карпенка «Вплив поверхнево-активних середовищ на процеси деформації матеріалів» (1954) відзначено премією Президії АН СРСР.

## Відзнаки і нагороди
У 1980 році Фізико-механічному інституту присвоєно його ім'я, а 1987 року — засновано премію імені Г. В. Карпенка Академією наук України для відзначення вчених — «За видатні наукові роботи в галузі фізико-хімічної механіки і матеріалознавства».

## Сім'я
Дружина — Тамара Петрівна.